# サーレッヤカ経
『サーレッヤカ経』（サーレッヤカきょう、巴: Sāleyyaka-sutta, サーレッヤカ・スッタ）とは、パーリ仏典経蔵中部に収録されている第41経。漢訳題名で『薩羅村婆羅門経』（さつらそんばらもんきょう）等とも。
釈迦が、コーサラ国のサーラー（薩羅）という婆羅門の村にて、婆羅門たちに仏法を説いていく。

## 日本語訳
- 『南伝大蔵経・経蔵・中部経典2』（第10巻） 大蔵出版
- 『パーリ仏典 中部（マッジマニカーヤ）根本五十経篇II』 片山一良訳 大蔵出版
- 『原始仏典 中部経典2』（第5巻） 中村元監修 春秋社